# Reginald James

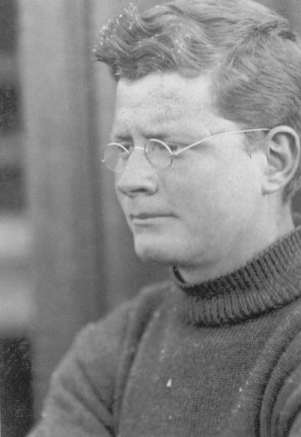
Reginald James bei der Endurance-Expedition (ca. 1914)

Reginald William James (* 9. Januar 1891 in London; † 7. Juli 1964 in Kapstadt) war ein britischer Physiker.

## Leben
Reginald James kam als ältester dreier Söhne des Schirmmachers William George Joseph James (1862–1909) und dessen Frau Isabel (1863–unbekannt) im Londoner Stadtteil Paddington zur Welt. Nach seiner Zeit am Regent Street Polytechnic erhielt der mathematisch begabte Student ein Stipendium für das St. John’s College der Universität Cambridge, wo er im Fachbereich Physik graduierte. 
Durch Vermittlung des Zoologen Arthur Shipley (1861–1927), zu jener Zeit Master des Christ’s College Cambridge, wurde James zum Physiker bei der Endurance-Expedition (1914–1917) unter Ernest Shackleton, die das Ziel verfolgte, erstmalig den antarktischen Kontinent von Küste zu Küste über den geographischen Südpol hinweg zu durchqueren. Während dieser Forschungsfahrt führte er ein Tagebuch. Daraus geht hervor, dass ihm der Umgang mit den nicht-akademischen Teilnehmern schwerfiel. Nach dem Untergang der Endurance fiel es in seinen Aufgabenbereich, beim Zwangsaufenthalt auf dem Eis des Weddell-Meers trotz unverlässlicher Chronometer den Längengrad während der Eisdrift zu bestimmen. Unter anderem hierdurch gelang in der Folge die sichere Überfahrt in Beibooten nach Elephant Island. Für seine Tagebuchaufzeichnungen, die nach Meinung von Polarhistorikern den authentischsten Einblick in die viereinhalb Monate auf der Insel bis zur Rettung am 30. August 1916 liefern, bediente sich James mangels Schreibpapier einer Ausgabe der Ilias, die er mitgeführt hatte. Für seine Verdienste bei der Expedition wurde er mit der silbernen Ausführung der Polar Medal ausgezeichnet.
Nach seiner Rückkehr nach England diente James im Ersten Weltkrieg bei den Royal Engineers. Dort half er bei der Entwicklung von Techniken zur Schallortung feindlicher Artillerie und wurde bis in den Rang eines Captain befördert. Nach dem Krieg wechselte er an die Fakultät für Physik der University of Manchester, wo er in Zusammenarbeit mit William Lawrence Bragg zu einem weltweit anerkannten Experten für Röntgenkristallographie, 1921 Oberdozent und 1934 Reader für Experimentalphysik wurde. 
1936 heiratete er Annie Watson (1902–1982), mit der er drei Kinder bekam. Gemeinsam mit ihr ging er 1937 nach Südafrika, wo er als Professor für Physik an der University of Cape Town tätig war. Einer seiner M.Sc.-Studenten war der spätere Nobelpreisträger Aaron Klug. James war von 1953 bis 1957 Vizekanzler der Universität und Acting Principal. 1955 wurde er Fellow der Royal Society. Er ging 1958 in den Ruhestand, hielt aber noch bis 1963 Vorlesungen. Er starb ein Jahr später im Alter von 73 Jahren an den Folgen einer Koronarthrombose.

## Schriften
- X-ray crystallography, Methuen 1961
- The optical principles of the diffraction of x-rays, Bell 1948 (Band 2 1962)
- The dynamical theory of X-ray diffraction. In: Frederick Seitz, David Turnbull (Hrsg.): Solid State Physics. Advances in Research and Applications. Band 15. Academic Press, New York 1963, S. 53–220, doi:10.1016/S0081-1947(08)60592-5.